# Sphaerocoris
Sphaerocoris es un género de chinches africanas con espalda escudada. Pertenece a la familia Scutelleridae.

## Especies
- Sphaerocoris annulus Fabr.
- Sphaerocoris argus Stal
- Sphaerocoris bipustulatus
- Sphaerocoris circuliferus Walker 1867
- Sphaerocoris impluviatus Germar 1839
- Sphaerocoris lateritia Westwood in F. W. Hope 1837
- Sphaerocoris misella Stal
- Sphaerocoris ocellatus Klug in H. Burmeister 1835
- Sphaerocoris polysticta Westwood in F. W. Hope 1837
- Sphaerocoris punctaria Westwood. in F. W. Hope 1837
- Sphaerocoris quadrinotata Westwood in F. W. Hope 1837
- Sphaerocoris rusticus (Fab.)
- Sphaerocoris simplex Herrich-S. 1836
- Sphaerocoris subnotatus Walker 1868
- Sphaerocoris testudogrisea De Geer
- Sphaerocoris tigrinus Germar 1839
- Sphaerocoris unicolor Dall.